# Armata romană republicană
Armata romană republicană este a doua fază prin care a trecut armata romană, prima fiind Armata romană timpurie.
După ce au abandonat falanga, romanii și-au dovedit capacitățile de adaptare. În Republica Romană dreptul de a servi în armată a fost un privilegiu al cetățenilor assidui, al proprietarilor.
Împreună, acestea formau classis sau populus. Polybius a făcut o descriere detaliată a armatei romane de la mijlocul secolului al II-lea î.H., referitoare la cel de-al doilea război punic. Istoricul grec a crezut (cu temei) că armata romană nu a suferit schimbări semnificative de la începutul secolului al III-lea î.H. Istoriile lui Polybius au fost scrise cu puțin înainte de anul 150 î.H. Polybius (născut în jurul anului 200 î.H.) a devenit în 170 sau 169 î.H. hiparchos în Liga Aheeană și scrisese cartea Despre tactici. 

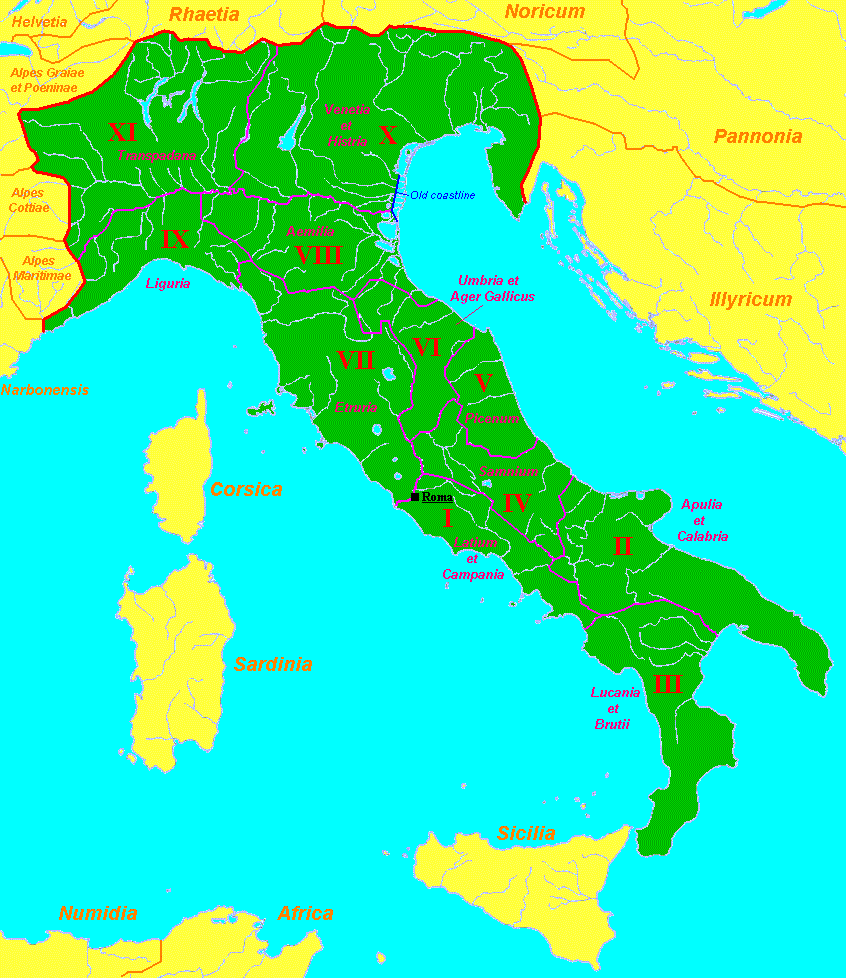
Italia romană

Polybius s-a aflat printre cei 1.000 de ahei deportați la Roma. Aici s-a împrietenit cu Scipio Aemilianus, pe care l-a însoțit în diverse călătorii. A fost alături de Scipio și la distrugerea Cartaginei în anul 146 î.H. Relatările sale despre echipamentul militar roman s-au bazat, probabil, pe propriile observații. În timpul lui Polybius, armata romană era o miliție temporară, iar în census erau înregistrați cetățenii suficient de înstăriți pentru a putea fi recrutați. Soldații nu erau obligați să lupte mai mult de 16 campanii, timp de peste 16 ani. Senatul decidea numărul oștenilor de mobilizat și unde anume să fie trimiși.
Armatele erau conduse de magistrați aleși pentru un an. Senatul putea să le prelungească mandatul. Consulii erau aleși anual și aveau sarcini militare importante. Pretorii aveau rang inferior consulilor, le încredințate operațiuni de o anvergură mai mică. De obicei, în timpul lui Polybius, consulul avea în subordine două legiuni, iar pretorul o legiune. Legiunea obișnuită era formată din 4.200 de pedeștri și 300 călăreți. Bărbații cei mai bogați formau unitățile equites și erau împărțiți în zece turmae comandate de trei decurioni.
Deși Polybius nu face o descriere a unităților equites, este probabil că soldații din cavaleria romană luptau în formație strânsă și aveau în dotare lance, spadă, coif, platoșă și un scut circular. Soldații pedeștri ai legiunii aveau rosturi diferite, însă nu doar în funcție de avere, ci și de vârstă. Cetățenii săraci care dispuneau însă de bani suficienți pentru a fi recrutabili alcătuiau formațiunile de velites sau cavaleria ușoară, alături de soldații prea tineri ca să lupte în prima linie. Fiecare velites era echipat cu scut rotund, sulițe ușoare și spadă (cel puțin de la mijlocul secolului II î.H.). Unii dintre velites purtau coifuri. Aceștia erau în număr de 1.200, deși nu se știu prea multe amănunte despre ei.
Cea mai importantă forță a legiunii era infanteria, care era formată din trei șiruri. În primul șir erau hastati, oșteni mai tineri; al doilea șir era format din principes, bărbați în vârstă de între 20 și 40 de ani. Al treilea șir era format din triarii, cei mai bătrâni și mai experimentați. Fiecare șir era împărțit în zece manipule. Astfel, un manipul de hastati sau principes era format din 120 de soldați, iar un manipul de triarii avea un efectiv 60 de oameni.
În scopuri administrative, manipulul era împărțit în două centurii conduse de un centurion, sprijinit de un optio (locțiitor), un signifier (purtătorul stindardului) și un tesserarius (comandantul gărzii). Alte unități noi, rorarii, accensii și leves reprezentau ceea ce odată fuseseră a treia, a patra și a cincea clasă în sistemul falangei.
Tactica de luptă era următoarea: hastat provocau inamicul la luptă. În cazul în care lupta se încingea, aceștia se retrăgeau până în linia a doua principes-ilor și puteau contraataca.

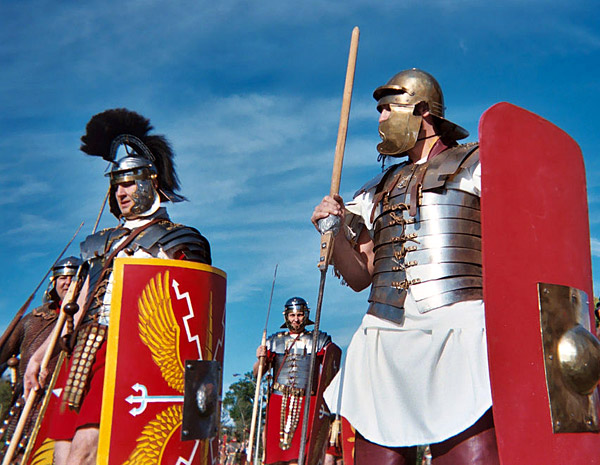
Soldați romani, reconstituire, Nashville, Tennessee, SUA

Cu câțiva metri în spatele principes-ilor, stăteau îngenuncheați triarii, care, dacă infanteria grea era împinsă în spate, puteau șarja cu propriile sulițe, șocând inamicul cu trupe noi care înlesneau regruparea ostașilor principes. Triarii erau înțeleși în general ca ultima apărare, în spatele cărora hastati și principes se puteau retrage. În spatele rândurilor închise ale triariilor, armata putea încerca ulterior să se retragă. Legiunea nu era tot timpul formată din exact 4200 de infanteriști și 300 de cavaleriști.
În timpul campaniilor, din cauza morții pe câmpul de luptă sau bolilor, evident, armata se micșora. De asemenea, în situații dificile, Senatul putea mobiliza legiuni de 5000, până la 6000 de soldați. Equites și hastati, erau aleși dintr-un număr restrâns de oameni, de aceea, atunci când erau formate legiuni mai mari, soldații erau împărțiți în mod egal între hastati, principes și velites.
Pe câmpul de luptă soldații, erau sprijiniți de către un contingent aproximativ la fel de mare de aliați, numit ala, care era recrutat în special din popoare latine. O ala, avea de obicei, tot atâția infanteriști cât o legiune, însă de trei ori mai mulți cavaleriști. Nu se știe dacă o ala avea un număr fix de soldați sau dacă era împărțită în cohorte.O ala era comandată de către trei prefecți.În această perioadă, într-un mod particular, s-a dezvoltat și sistemul de apărare al taberelor. Locul unde se așeza armata, chiar și pentru o noapte, era transformat într-o fortăreață. În sistemul manipular, cavaleria avea în continuare un loc secundar. Despre armele soldaților, ne-au rămas informații importante de la Polybius. Acesta spunea că fiecare hastatus și principes aveau două sulițe.
Acestea erau faimosele pila. Un pilum era format dintr-o vergea de lemn și avea o lungime de aproximativ 1,2 metri. Atunci când acesta era aruncat , toată greutatea sa se concetra în spatele vârfului mic. Despre gladius știm că în secolul II î.H., romanii au adoptat ,,gladius hispaniensis”. Această armă ar fi putut fi copiată de romani în primul război punic sau în cel de-al doilea. Unii soldați romani purtau un pumnal, numit pugio. Deși nu apare la Polybius, au fost descoperite câteva în Spania. Triarii foloseau încă vechea lance a hopliților. Dyonisus din Halicarnas consideră că și principes folosiseră astfel de lănci în războiul cu Phyrrhus. Despre coifurile romane din această perioadă știm faptul că cel mai răspândit model era coiful Montefortino, cu calotă înaltă și vârf rotund. 

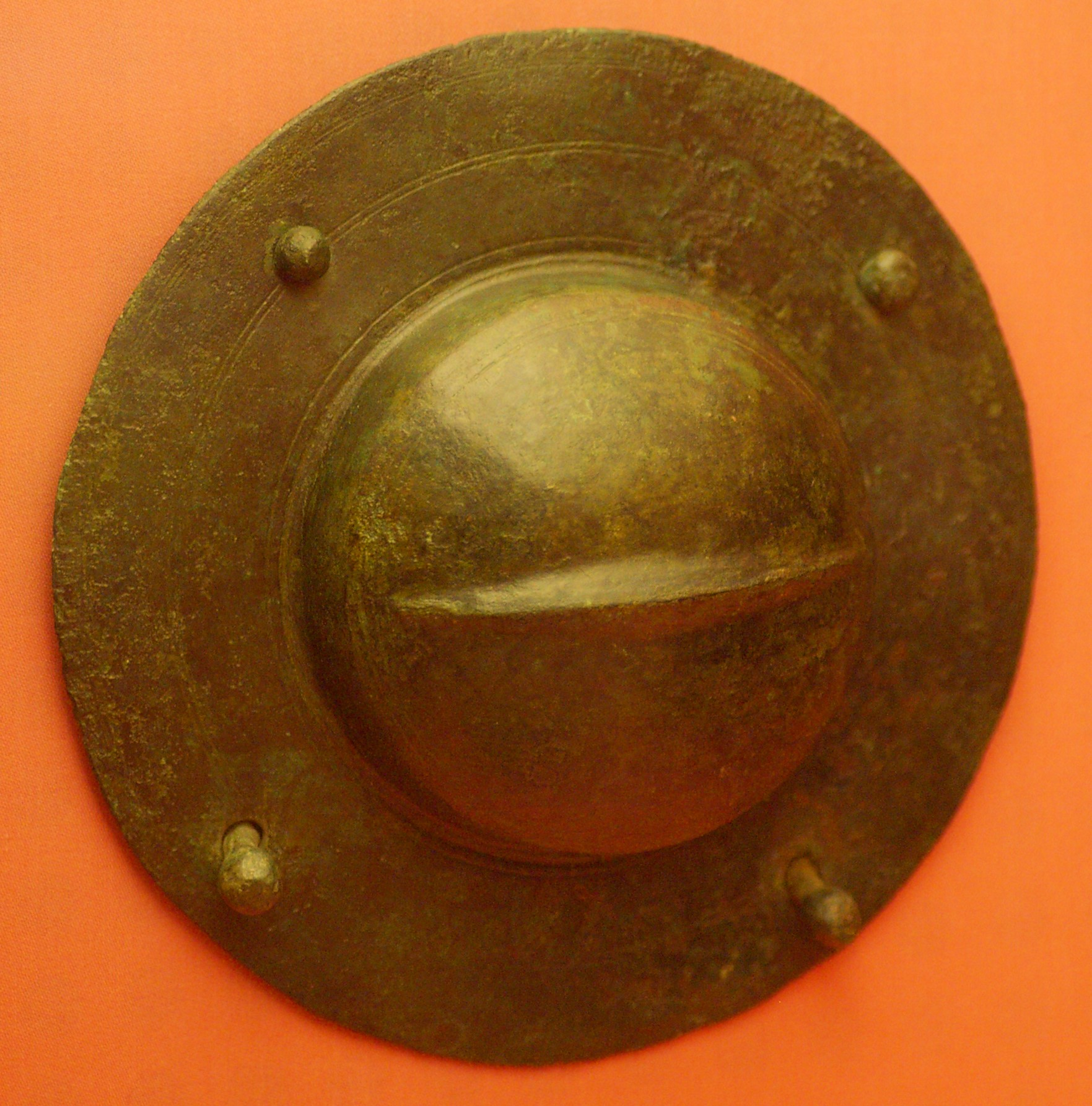
Scut roman, partea centrală se numea umbo

Un alt tip de coif era cel etrusco-corintic, împrumutând probabil caracterstici ale coifurilor corintice ale hopliților. Coiful Montefortino era galic, la fel ca și cel de tip Coolus, care va fi folosit în perioada de sfârșit a Republicii. Polybius spunea că scutul purtat de soldații din infanteria grea era semicilindric, având o lungime de 1,2 metri și o lățime de 76 de centimetri. Sculpturile arată că era de multe ori oval.În anul 1900 a fost descoperit la Kasr el-Harit un model de scut.

## Războaiele punice
După ce romanii au cucerit peninsula italică, aceștia au dorit să se extindă și în afara ei. Principalul adversar al Romei era Cartagina. În perioada primelor confruntări cu romanii, cartaginezii aveau un imperiu format din coastele Africii de Nord, Spaniei, Sardiniei, Corsicăi, precum și vestul Siciliei.

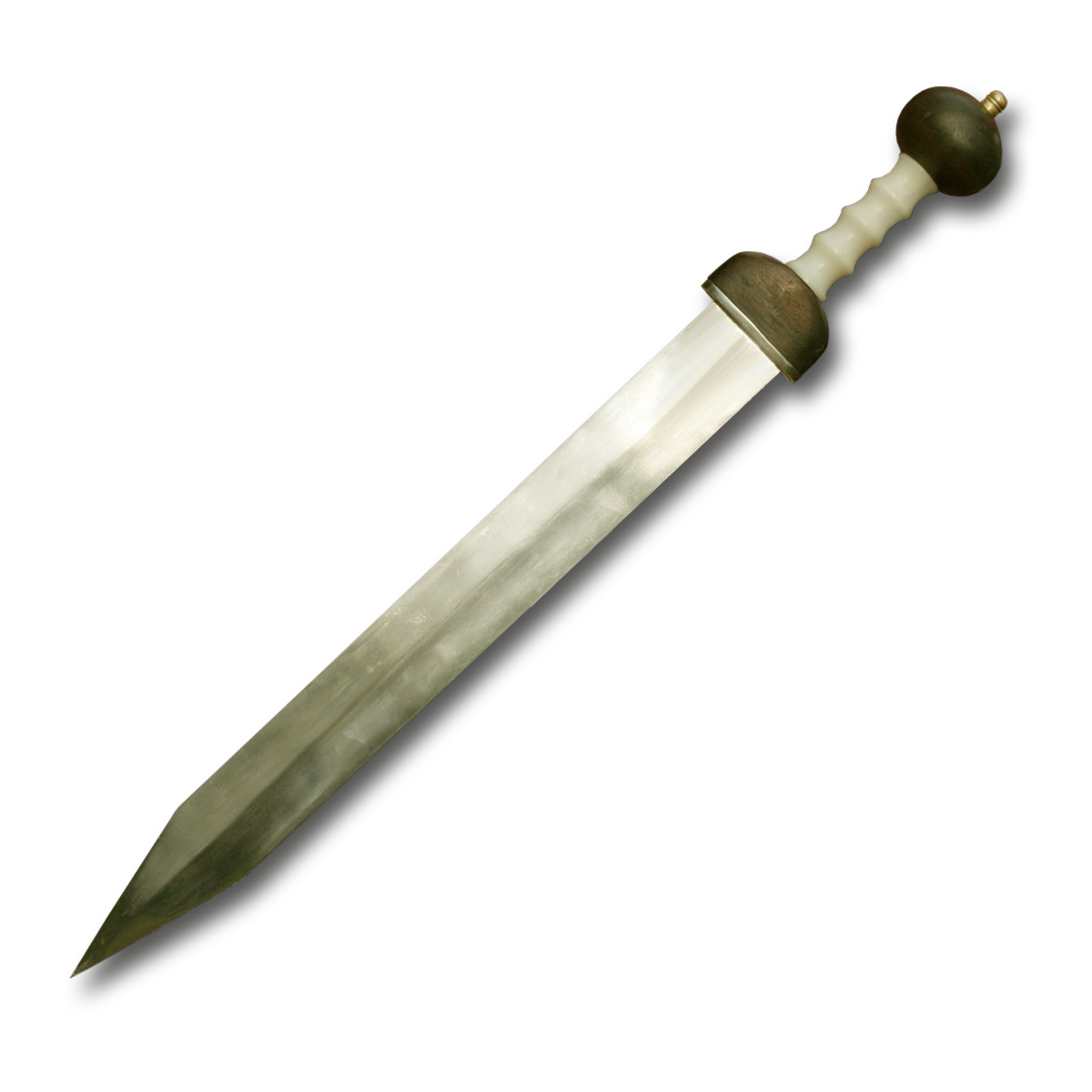
Gladius roman

Romanii au reușit să-și atingă obiectivul războiului inițial, și anume ocuparea orașului Messana(Messina). Deși, după aceea consulul Manius Valerius nu a reușit să cucerească Siracuza, a încheiat un acord foarte avantajos cu Hieron, prin care au ocupat o bucată din estul Siciliei, covingându-l de asemenea pe acesta să renunțe la alianța cu Cartagina. După aceea, romanii au reușit să-i alunge pe cartaginezi din Sicilia. O importantă bătălie între cartaginezi și romani a fost bătălia de la Mylae, care a avut loc în 260 î.H. Romanii au reușit să-și creeze, o flotă formată din 140 de nave. Flota cartagineză era formată din doar 130 de nave. Cartaginezii, crezând că intră într-o luptă ușoară cu marinarii italici neexperimentați s-au năpustit de-a valma. Aceștia au fost reținuți, însă, de o metodă nou inventată, a ghearelor de pisică( corvus), apoi, au fost obligați să se implice într-o luptă corp la corp deloc favorabilă, pe care romanii au reușit să o câștige. În anii 256-255 î.H., războiul părea să se sfârșească, însă nu a fost nici pe departe așa. În anul 256 î.H. a avut loc o nouă bătălie importantă între cartaginezi: bătălia de la Ecnomus. Romanii aveau un efectiv de aproximativ 330 de galere, dintre care cele mai multe erau cvincvereme, dar și două hexereme și alte vase mici. Romanii totalizau 140.000 de oameni, conduși de consulii Lucius Manlius Vulso și Marcus Atilius Regulus.
Romanii se împărțiseră în patru escadre, dintre care două erau desfășurate în formă de triunghi, a treia remorca vase de transport, iar a patra forma ariergarda. Hamilcar spera să despartă flota romană în grupuri mai mici, pe care să le distrugă cu vasele sale mai rapide. Deși planul lui Hamilcar reușise, acesta nu a putut să facă nimic împotriva corvusului. Marcus Atilius Regulus și Manlius Vulso au obținut o victorie clară.
Bătălia decisivă din primul război punic s-a dat în anul 241 î.H., în Insulele Aegates. Romanii au reușit să câștige bătălia, încheindu-se astfel primul război punic. După moartea lui Hamilcar(228 î.H.), imperiul punic va ajunge sub conducerea ginerelui său Hasdrubal (228-221 î.H.). După ce și Hasdrubal a murit, trupele cartagineze din Spania au ajuns pe mâna fiului lui Hamilcar, Hannibal. Acesta avea doar 25 de ani, însă câștigase încrederea trupelor. Polybius considera că al doilea război punic a început din trei cauze: ura lui Hamilcar față de Roma, nemulțumirea cartaginezilor față de ocuparea Siciliei de către romani și succesele generalilor Bacrizi. De asemenea, Polybius aprecia că ,,Toate câte s-au întâmplat celor două neamuri, roman și cartaginez, au fost stârnite de o singură minte, de un singur om. Și omul acesta era Hannibal.”
Al doilea război punic a început cu invadarea Italiei de către Hannibal. El a reușit să obțină victorii foarte importante la Trebbia, în 218 î.H., iar anul următor la lacul Trasimene. În anul 216 î.H. a avut loc bătălia de la Cannae, în care romanii au mobilizat un număr foarte mare de soldați. Romanii totalizau 80.000 de infanteriști și 6.000 de cavaleriști, în timp ce cartaginezii aveau 40.000 de infanteriști și 10.000 de cavaleriști. În fruntea armatei romane fiind Lucius Aemilius Paulus și Marcus Terentius Varro. Hannibal a reușit să captureze proviziile de grâne destinate armatei romane. 

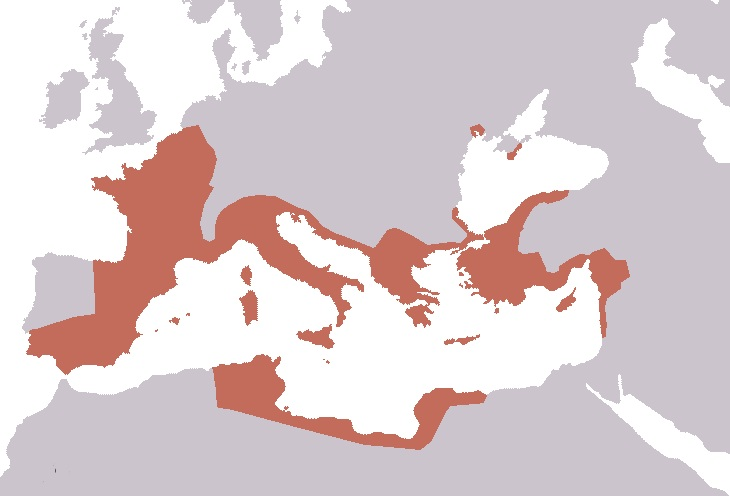
Hartă a Republicii Romane în anul 40 î.H.

Bătălia a început la 2 august 216 î.H. Știind că Hannibal avea o cavalerie superioară, romanii au ales un câmp de bătălie îngust, dorind să-și protejeze flancurile împotriva unui atac prin învăluire al cavaleriei inamice. Bătălia trebuia să fie căștigată de infanteria grea, plasată central. Hannibal a sperat să-i învingă pe romani cu propria forță. A plasat în dreapta cavaleria numidiană. În centru erau cavaleriile galică și iberică. În spatele fiecărui flanc al liniei principale erau plasați infanteriștii libieni. Infanteriștii romanii au intrat în luptă cu galii și spaniolii.
Cavaleria punică grea a rupt linia cavaleriei, condusă de Aemilius Paulus. Infanteria cartagineză a cedat sub presiunea romanilor, însă, legionarii au ieșit din dispozitiv, devenind o gloată enormă. Această gloată a fost atacată de libieni, iar galii și spaniolii s-au regrupat. Hasdrubal(fratele lui Hannibal), a atacat din spate cavaleria romană, același lucru făcând și cu infanteria. Armata romană a fost încercuită și distrusă complet. Au murit pe 45.000 de soldați și probabil 18.700 au fost luați prizonieri, în timp ce în tabăra cartagineză au murit doar aproximativ 8.000 de soldați.
Hannibal a acordat trupelor o binevenită odihnă. Titus Livius scria că Maharbal(posibil comandant al cavaleriei punice) i-ar fi spus lui Hannibal: ,,Într-adevăr zeii nu-i pot da chiar totul unui singur muritor. Tu știi ca nimeni altul să căștigi o bătălie, dar nu știi să o și folosești”. Tot Livius spunea că întârzierea lui Hannibal a salvat Roma. A rămas timp de 10 ani în Italia, însă în 203 î.H. a fost chemat să apere Cartagina de o invazie romană. În anul 202 î.H. a avut loc bătălia de la Zama în care Scipio Africanul a reușit să-l învingă pe Hannibal, chiar la el acasă. Titus Livius scria că ,,Scipio l-a întrebat (pe Hannibal) pe ce poziție s-ar fi așezat dacă i-ar fi învins pe romani în bătălie. Atunci, fără îndoială, a replicat Hannibal, m-aș fi pus pe mine înaintea oricărui general.”
După ce a devenit comandant militar la curtea lui Antioh al III-lea și-a luat viața, probabil în anul 188 î.H. Scipio Africanul este considerat și reformator al armatei romane. Se crede că a participat la eșecurile de la Trebia și Cannae. Mai târziu, Scipio a cucerit Cartagina în anul 146 î.H. și a întemeiat provincia Africa. Sistemul miliției a început să facă cu greu față noii situații de la mijlocul secolului al II-lea î.H., ceea ce a dus la crearea armatei profesioniste. De multe ori s-a afirmat că cel care a creat armata romană a fost Gaius Marius. În anul 107 î.H., Marius a devenit consul, fiind trimis să-l înlocuiască pe comandantul care lupta în războiul numidian.

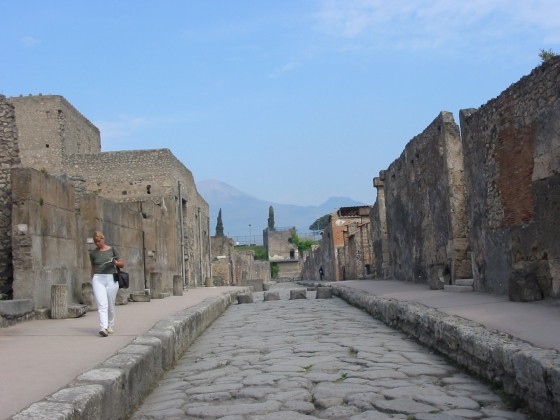
Pompei cel Mare

## Reforma lui Marius
Înainte reformei lui Marius, Gaius Gracchus a făcut statul responsabil pentru frunizarea de echipament și îmbrăcăminte legionarilor și interzicerea înrolării soldaților romani sub 17 ani. După ce lui Marius i s-a interzis dreptul de a mobiliza noi legiuni pentru a întâri armata aflată în Africa, acesta a făcut o mutare fără precedent, apelând la cetățenii cei mai săraci, care nu aveau bani pentru recrutare. Legătura între proprietate și serviciul militar a dispărut complet. Recruții proveneau tot mai mult din rândul săracilor. Războiul social a dus la acordarea cetățeniei aproape tuturor oamenilor de la sud de râul Pad. 

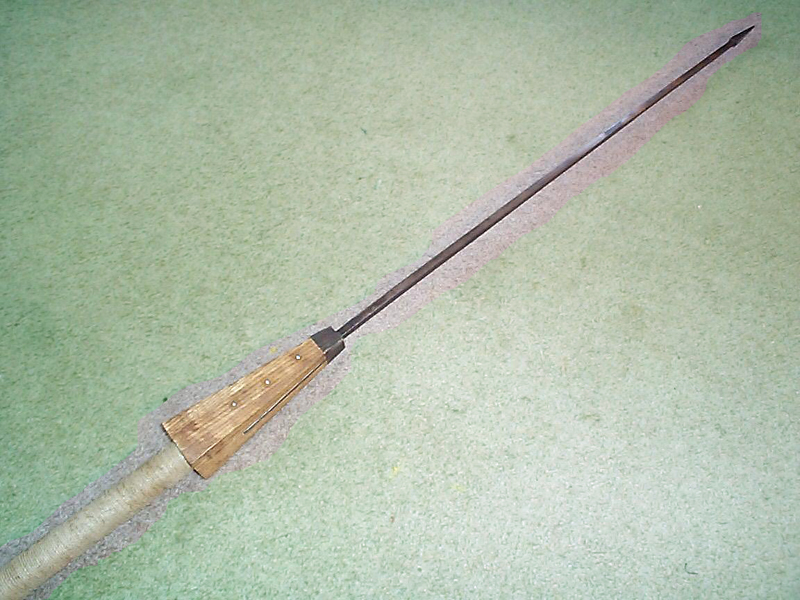
Pilum din perioada post-Marius

În timpul lui Marius, alele (alae) au dispărut, trupele fiind recrutate în legiuni organizate la fel. Multe aspecte ale miliției s-au păstrat, însă noile unități semiprofesioniste sau profesioniste erau diferite din punct de vedere al tacticii. Marius a oferit stimulente speciale pentru veterani. În trecut, fiecare legiune avea cinci stindarde, însă Marius a dat fiecărei legiuni o acvilă de argint. Soldații primeau arme, armură și haine de la stat. Aceștia au devenit legați de propriile legiuni, iar Caesar a profitat de mândria legiunilor și rivalitatea dintre ele. În cadrul unei legiuni au dispărut diferențele între clasele sociale. Toți legionarii aveau pilum și gladius. Soldații erau în continuare împărțiți în centurii, care însă, erau formate din 80 de oameni. Două centurii formau un manipul.
Fiecare legiune avea un efectiv de 6.000 de oameni, era formată din zece cohorte, care la rândul lor erau formate din trei manipule. Cohorta oferea mai multe avantaje față de efectivul organizat în manipule. O cohortă este posibil să fi avut un comandant. În bătălie, legiunea era desfășurată tot în formație triplex acies. Erau patru cohorte în prima linie, trei în a doua și a treia. Comanda legiunii era mai ușoară, întrucât comandantul dădea ordine la doar zece comandanți de cohorte, în loc de 30 de comandanți de manipule. Cohortele se puteau deplasa ca unități individuale. Serviciul militar obligatoriu era de 16 ani. Infanteria grea ocupa cel mai important loc, în timp ce infanteria ușoară a fost abandonată. Profesionalismul și faptul că legiunile erau permanente a adus multe avantaje.
Armata lui Caius Iulius Caesar era capabilă să construiască un pod peste Rin, să repare o flotă sau să construiască rampe și mașini de război. Lideri militari și de stat ca Caesar, Marius, Sulla și Pompei au demostrat flexibilitatea legiunilor formate din cohorte. După ce a câștigat bătălia de la Alesia (52 î.H.), Caesar a reușit să-l învingă și pe Pompei (9 august 48 î.H.), devenind dictator pe viață. După moartea lui Caesar (44 î.H.), s-a încheiat cel de-al doilea triumvirat: Octavian a devenit conducătorul unic al Romei, primind titlul Augustus (27 î.H.).